# Západoslovenská energetika
Západoslovenská energetika, a. s. (ZSE) ist ein in der Slowakei tätiges Energieunternehmen mit Sitz in Bratislava. Seine Hauptaufgabe ist der Vertrieb und die Distribution von elektrischer Energie an Endverbraucher.
Im Jahr 2002 wurde das Unternehmen Teil des deutschen Energiekonzerns E.ON. Am 1. Juli 2007 wurden das Distributionsnetzwerk und der Vertrieb und Handel mit elektrischer Energie in selbstständige Tochtergesellschaften aufgespalten. Západoslovenská distribučná und ZSE Energia sind 100 % Tochtergesellschaften der ZSE.

## Geschichte
Das erste Kraftwerk auf dem slowakischen Gebiet wurde im Jahre 1884 in der S. Ludwig Mühle in Bratislava in Betrieb geöffnet.
Die gründende Generalversammlung der Gesellschaft Západoslovenská Elektrárna fand am 20. Dezember 1921 statt.
Ihre Rechtsform erhielt die Gesellschaft am 1. Juni 1922. Im Rahmen der Vorbereitung der Privatisierung der Gesellschaft wurde in 2001 ZSE in eine Aktiengesellschaft umgewandelt.
Die Privatisierung wurde durch Vertreter der slowakischen Regierung und des E.ON-Energie-Konzerns mit Sitz in München am 19. November 2003 durch Abschluss des Vertrages über die Übertragung von 49 % von Aktien der ZSE an E.ON Energie für einen Betrag von 330 Millionen Euro abgeschlossen.
Auf Grunde der Europäischen Energielegislative, die nichtdiskriminierende Bedingungen auf dem Energiemarkt schaffen soll, wurde die Gesellschaft in 2007 rechtlich aufgespaltet (Unbundling), wodurch zwei Tochtergesellschaften entstanden sind – ZSE Energia, a.s. als der Energiehändler und ZSE Distribúcia, a.s., später in Západoslovenská distribučná, a.s. umbenannt als ein alleinständiger Distributionsnetzwerkbetreiber.

## Energievertrieb
ZSE ist ein traditioneller Lieferant von elektrischer Energie in der Slowakei. Bei der historischen Gliederung in West-, Mitte- und Ostslowakei war ZSE als Lieferant in der Westslowakei, d. h. auf dem Gebiet der heutigen  Bratislava, Trnava, Nitra und Trenčín Region, tätig. Das Amt für Regulation der Netzwerkindustrien hat ZSE als Lieferanten der letzten Instanz benannt, der Strom an Kunden liefern muss, falls andere Lieferanten nicht mehr ihren Verpflichtungen nachkommen können. Diese Aufgabe erfüllte ZSE zum Beispiel als PBPT Holding oder Vaša Energia ihre Tätigkeit beendet haben.

## Nichtkommoditätsdienstleistungen
Nach 2008 hat ZSE ihre Tätigkeiten erweitert und ist vom Kommoditäts- (Energie) Lieferanten zum Lieferanten von kompletten Energielösungen für Haushalte, Firmen und Institutionen geworden. Zum Strom- und Gasverkauf sind mehrere Nichtkommoditätsdienstleistungen, sowie Dienstleistungen, die auf erneuerbare Energiequellen (Fotovoltaik, Solarkollektoren, Klimaanlagen, verschiedene Assistenzdienstleistungen und Versicherungen, Smart-Home Anlagen usw.) ausgerichtet sind, dazugekommen. Energievertrieb und Nichtkommoditätsdienstleistungen bietet die ZSE durch ihre Tochtergesellschaft ZSE Energia an.

## Stromdistribution
Die Tochtergesellschaft der ZSE, Západoslovenská distribučná, ist mit mehr als einer Million Abnahmestellen der größte Stromdistributor in der Slowakei. Die Mission der Gesellschaft ist die zuverlässige und sichere Stromdistribution in der Westslowakei. Die Gesellschaft investiert beträchtliche Beträge in die Erneuerung und Ausbau von Distributionsanlagen und die Entwicklung von elektronischen Dienstleistungen.

## Elektromobilität
ZSE ist einer der größten Anbieter von Ladeinfrastruktur für Elektrofahrzeuge in der Slowakei. Unter der ZSE Drive Marke baut und betreibt die ZSE ein Netzwerk von Ladestationen in allen Regionen der Slowakei. Sie bietet Dienstleistungen in diesem Gebiet auch für Haushalte, Gesellschaften und Gemeinden an.

## Verantwortliches Unternehmen
ZSE engagiert sich langfristig im Gebiet des verantwortlichen Unternehmens. Diesen Zwecks wurde 2014 die ZSE Stiftung gegründet. Die Hauptgebiete, die die ZSE unterstützt, sind Umweltschutz, Bildungsunterstützung, Innovationsentwicklung und kommunitätsorientierte wohltätige Aktivitäten. In 2010 – 2013 rekonstruierte ZSE das technische Denkmal in deren Besitz, das Gebäude des ehemaligen Gemeindedieselkraftwerkes in Piešťany (das Gebäude wurde erstmals im Jahre 1906 in Betrieb gesetzt). "Elektrárňa Piešťany", wie das Gebäude heißt, dient heute als ein Zentrum für Bildung, Kultur, Gesellschaftstätigkeiten, sowie als ein Treffpunkt.